# Amado de Montecassino
Amado de Montecassino (em latim: Amatus Casinensis) foi um monge beneditino na Abadia de Montecassino. Sua História dos Normandos (L'Ystoire de li Normant) em oito livros, é uma das três principais fontes primárias para a conquista normanda do sul da Itália, sendo os outros dois as histórias de Guilherme da Apúlia e Godofredo Malaterra.
Amado descreve os normandos a partir da perspectiva de sua abadia, um dos centros religiosos e culturais mais importantes da Itália na época. Sua história é o relato mais antigo ainda existente dos cercos normandas de Bari e Salerno, a conquista da Sicília, e as carreiras de ambos Roberto Guiscardo e Ricardo I de Cápua, bem como as reformas gregorianas vistas do ponto de vista papal.

## Antecedentes

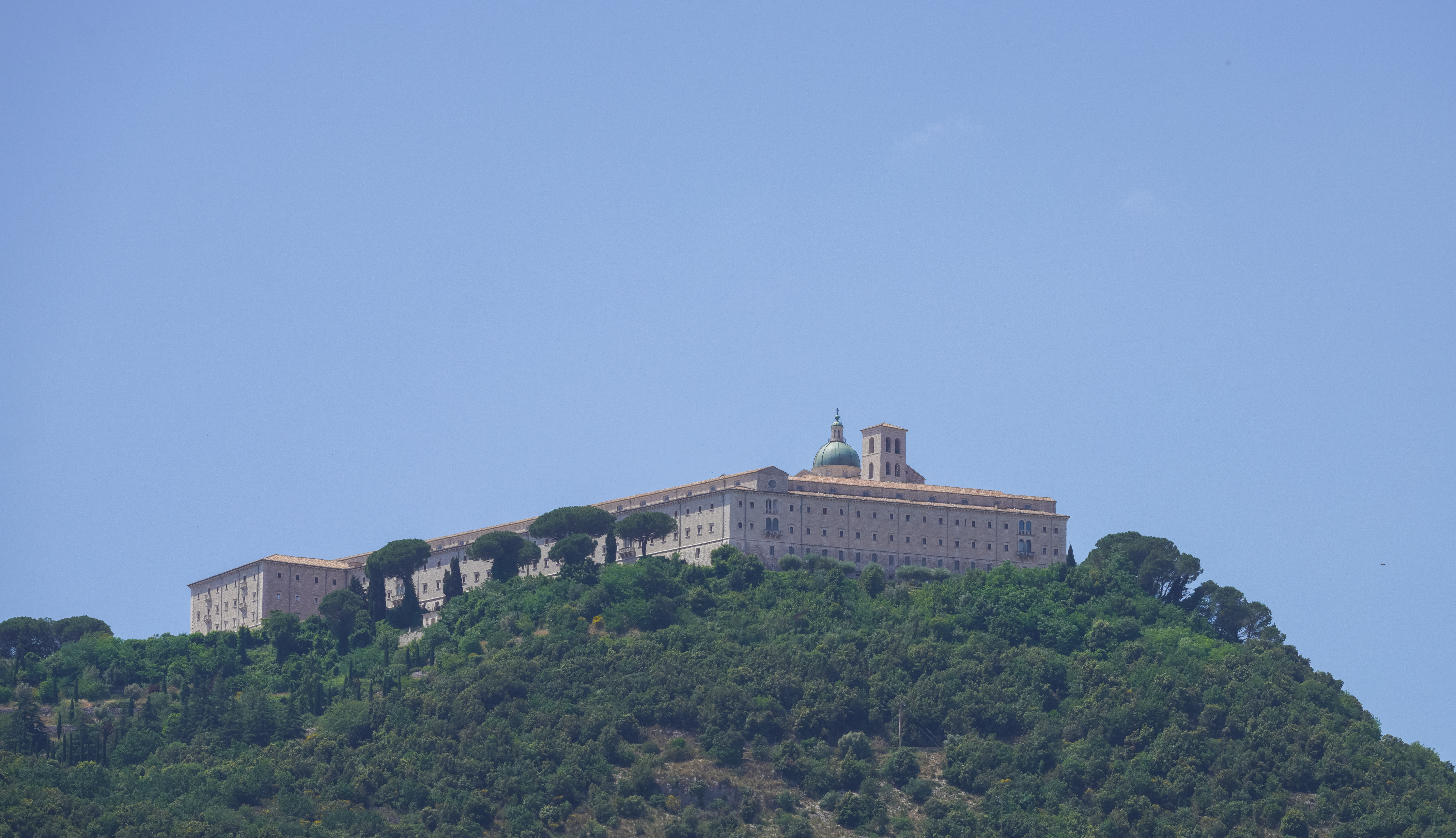
Abadia de Montecassino, onde Amado compôs sua história.

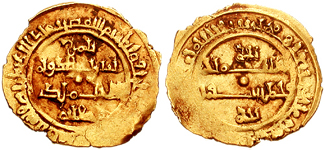
Dinar de Roberto Guiscardo emitido em Tari em 1072

Nada se sabe sobre Amado antes de se tornar um bispo na Abadia de Montecassino. Escreveu principalmente enquanto Daufério (mais tarde o Papa Vítor III) era abade. Antes da ascensão de Daufério, a relação entre Montecassino e os normandos na região era antagônica. No entanto, a seleção de Daufério como abade coincidiu com anexação de Ricardo Drengoto de Cápua, depois que Ricardo tornou-se o protetor e padroeiro da abadia, que afetou fortemente os escritos de Amado.
Graham Loud sugere que Amado pode ter sido um ex-bispo de Pesto, perto de Salerno, na década de 1050. Seu tratamento extremamente negativo de Gisulfo de Salerno ao longo de sua história pode indicar algumas hostilidades anteriores entre os dois, e Gisulfo é conhecido por ter sido limitando em privilégios da igreja em torno de Salerno na década de 1050.

## A História dos Normandos
Sua crônica A História dos Normandos narra a história dos normandos no sul da Itália, desde a sua chegada à morte de Ricardo Drengoto de Cápua. Kenneth Baxter Wolf supôs que, uma vez que o propósito declarado da história é comemorar os feitos de Ricardo de Cápua e Roberto Guiscardo, que Amado (ou o Abade Daufério) solicitou escrever por causa da morte de Ricardo em 1078. Sua crônica foi escrita logo depois de 1080, tornando-se a primeira das histórias normandas do sul da Itália a ser escrita.
Originalmente em latim, o texto agora só sobrevive em uma tradução do século XIV francês encomendada por um "conte da Militrée", que possivelmente era ligada à dinastia Angevina do Reino de Nápoles. No entanto, o trabalho não foi apenas traduzido, mas também resumido em alguns pontos. Apesar disso, Wolf argumenta que as comparações com a segunda versão da Crônica do Mosteiro Casinense (em latim: Chronicon monasterii Casinensis), escrita por Leão de Óstia e incorporando partes do texto original de Amado, sugerem que a tradução francesa corrompida não é completamente imprecisa.

## Na cultura popular
O romance histórico The Words of Bernfrieda: A Chronicle of Hauteville (Cheney: Eastern Washington University Press, 1999), de Gabriella Brooke, fala da senhora Fredesenda de Altavila, mãe de Roberto Guiscardo, visto por sua serva, que atendeu Amado e pretende gravar "tudo que a crônica de Amado vai deixar de fora".

### Leitura complementar
- (Prescott N. Dunbar, tradutor), 2004. The History of the Normans by Amatus of Montecassino (Boydell) ISBN 1-84383-078-7
- John Howe, 2006. "Amatus of Montecassino: The History of the Normans" English Historical Review CXXI: 268-269